# キリル (プレスラフ公)
キリル（ブルガリア語: Кирил, ラテン文字転写: Kyril, 1895年11月17日 - 1945年2月1日）は、ブルガリア王国の王族。プレスラフ公の儀礼称号を持つ。

## 生涯
ブルガリア王（当時はブルガリア公）フェルディナントとその最初の妃マリヤ・ルイザの次男として生まれる。
フェルディナントの退位後、父に従ってコーブルクに移り、プラハで農学を学んだ。1926年にブルガリアへ帰国した。
第二次世界大戦中の1943年に兄ボリス3世が急死した後、王位を継承したシメオン2世はまだ6歳であった。そのため、シメオン2世が18歳になるまでの間、キリルと首相ボグダン・フィロフらによる摂政団が置かれることになり、キリルがその首班となった。しかし実権はフィロフにあり、キリルは飾り物に過ぎなかった。
ブルガリアは枢軸国側について大戦に参戦していたが、1944年にソ連軍の侵攻を受けた。これに呼応してブルガリアでクーデターが起こり、キリルらの政権は崩壊した。翌1945年、旧政権の指導者であったキリル、フィロフらは人民裁判により有罪を宣告されて処刑された。キリルたちの遺体はソフィア爆撃によって出来た穴に投げ込まれた。
1995年、ソフィア中央墓地にその記念碑が建てられ、1996年に最高裁は有罪判決の無効を宣告した。
シメオン2世はスペイン亡命時代にもうけた次男に、叔父と同じくキリルと名付け、同じくプレスラフ公の儀礼称号を与えている。